# Gert Krell
Gert Krell (* 1. Juli 1945 in Darmstadt) ist ein deutscher Politikwissenschaftler und Professor für Internationale Politik an der Johann Wolfgang Goethe-Universität in Frankfurt am Main.

## Leben
Nach seiner Schulzeit in Darmstadt studierte Krell an der Universität zu Köln und Philipps-Universität in Marburg Anglistik, Geschichte und Politikwissenschaft auf Lehramt und schloss 1971 in Marburg mit dem Staatsexamen ab. Anschließend wechselte er an die Johann Wolfgang Goethe-Universität in Frankfurt, wo er sich als wissenschaftlicher Mitarbeiter der Hessischen Stiftung Friedens- und Konfliktforschung (HSFK), die 1970 sein früherer Professor an der Marburger Universität, Ernst-Otto Czempiel, mitbegründete, weitergehend mit Internationalen Beziehungen und Sicherheitspolitik beschäftigte und 1976 promoviert wurde. Zeitgleich lehrte er an der Justus-Liebig-Universität in Gießen. Anschließend war er als Dozent an der Frankfurter Universität tätig, es folgt eine enge Zusammenarbeit mit Czempiel. 1981 wechselte er an das International Institute for Strategic Studies nach London, dem er bis 1984 angehörte. Im gleichen Jahr habilitierte er sich für den politologischen Fachbereich Internationale Beziehungen an der Gießener Universität. Zugleich war Krell bis 1995 weiterhin für die HSFK tätig und zeitweise geschäftsführendes Vorstandsmitglied der Stiftung sowie Leiter verschiedener Forschungsgruppen. Seit 1995 war Krell Professor für Internationale Politik an der Frankfurter Universität und zwischenzeitlich auch Dekan des Fachbereichs. Seit Februar 2006 ist Krell emeritiert.

## Werk
Krell beschäftigt sich mit der politikwissenschaftlichem Teildisziplin der Internationalen Beziehungen (IB). Sein besonderes Augenmerk liegt hierbei auf der internationalen Friedens- und Sicherheitsproblematik und dem Ost-West-Konflikt. Zudem beschäftigt er sich mit der Außen- und Sicherheitspolitik der Vereinigten Staaten und Deutschlands sowie dem Nahostkonflikt.
Seit den 1990er Jahren arbeitet Krell verstärkt in der Analyse der Theorien der Internationalen Beziehungen. Sein Werk Weltbilder und Weltordnung. Eine Einführung in die Theorie der Internationalen Beziehungen. gilt als Standardwerk der deutschen IB-Lehre.
Als Gutachter hatte er die TU Braunschweig davor gewarnt, dass es sich bei Margarita Mathiopoulos’ Dissertation um ein Plagiat handele.

## Veröffentlichungen (Auswahl)
- Schatten der Vergangenheit. Deutschland, die USA und der Nahost-Konflikt, Nomos, Baden-Baden 2023, ISBN 978-3-7560-0739-4.
- mit Peter Schlotter: Weltbilder und Weltordnung. Einführung in die Theorie der Internationalen Beziehungen. 5., überarbeitete und aktualisierte Auflage. Nomos, Baden-Baden 2018, ISBN 978-3-8487-4183-0 (vorherige Auflagen ohne Co-Autor).
- Schafft Deutschland sich ab? Ein Essay über Demografie, Intelligenz, Armut und Einwanderung. Wochenschau-Verlag, Schwalbach 2013, ISBN 978-3-89974-908-3.
- mit Hans-Joachim Schmidt: Der Rüstungswettlauf in Europa. Mittelstreckensysteme, konventionelle Waffen, Rüstungskontrolle. Campus, New York / Frankfurt am Main 1982, ISBN 3-593-33034-2.
- mit Manfred Knapp: Einführung in die Internationale Politik. 4. Auflage. Oldenbourg, München 2004, ISBN 3-486-25968-7.
- mit Dieter S. Lutz: Nuklearrüstung im Ost-West-Konflikt. Potentiale, Doktrinen, Rüstungssteuerung. Nomos, Baden-Baden 1980, ISBN 3-7890-0585-1.
- Rüstungsdynamik und Rüstungskontrolle. Die gesellschaftlichen Auseinandersetzungen um Salt in den USA 1969–1975. 2. Auflage. Haag und Herchen, Frankfurt am Main 1978, ISBN 3-88129-030-3.